# Zoe Voss
Zoe Voss (Minneapolis, Minnesota; 4 de enero de 1990) es una actriz pornográfica retirada y modelo estadounidense.

## Biografía
Zoe Voss, cuyo nombre de nacimiento es Melissa Kimbro, nació en enero de 1990 en Minneapolis (Minnesota), en una familia con ascendencia francesa e italiana. Antes de entrar en la industria del cine para adultos, ingresó en una escuela culinaria y trabajó como modelo. Además, audicionó para el programa de televisión America's Next Top Model en 2003.
Se introdujo en la industria pornográfica gracias al agente Mark Splieger y a la actriz Andy San Dimas, grabando sus primeras películas a los 20 años de edad, en 2010. Zoe Voss ha trabajado en productoras como 3rd Degree, Vivid, Brazzers, Reality Kings, Naughty America, Evil Angel, Cherry Pimps, Girlfriends Films, Zero Tolerance, New Sensations o Pure Play Media.
En 2012 estuvo nominada a cuatro galardones en los Premios AVN: Mejor actriz revelación, Mejor escena de sexo lésbico por Girls Kissing Girls 8, Mejor escena de sexo en grupo por Superman XXX: A Porn Parody y Mejor escena de trío H-M-H por Legs Up Hose Down.
Algunas películas de su filmografía son All Natural Glamour Solos, Girls Kissing Girls 8, Intimate Pursuit, Lesbian PsychoDramas 4, Lesbian Truth Or Dare 4, Scream XXX, Sex World o Slumber Party 13.
Se retiró en 2015, dejando más de 140 películas como actriz, entre compilaciones y producciones originales.

## Premios y nominaciones
| Año  | Ceremonia    | Resultado | Premio                                   | Trabajo                             |
| ---- | ------------ | --------- | ---------------------------------------- | ----------------------------------- |
| 2010 | Premios XRCO | Nominada  | Mejor actriz revelación                  | —                                   |
| 2011 | Premios XRCO | Nominada  | Mejor actriz revelación                  | —                                   |
| 2012 | Premios AVN  | Nominada  | Mejor actriz revelación                  | —                                   |
| 2012 | Premios AVN  | Nominada  | Mejor escena de sexo lésbico             | Girls Kissing Girls 8               |
| 2012 | Premios AVN  | Nominada  | Mejor escena de sexo en grupo            | Superman XXX: A Porn Parody         |
| 2012 | Premios AVN  | Nominada  | Mejor escena de trío H-M-H               | Legs Up Hose Down                   |
| 2012 | Premios XBIZ | Nominada  | Mejor actriz de reparto                  | Dear Abby                           |
| 2013 | Premios AVN  | Nominada  | Mejor escena de trío H-M-H               | Dark and Dirty                      |
| 2016 | Premios XBIZ | Nominada  | Mejor escena de sexo en película parodia | Avengers XXX 2: Along Came A Spider |